# Hexatoma venavitta
Hexatoma venavitta là một loài ruồi trong họ Limoniidae. Chúng phân bố ở vùng Tân nhiệt đới.